# ArrayComm
 (novembre 2017).
Si vous disposez d'ouvrages ou d'articles de référence ou si vous connaissez des sites web de qualité traitant du thème abordé ici, merci de compléter l'article en donnant les références utiles à sa vérifiabilité et en les liant à la section « Notes et références ».
ArrayComm est une entreprise de logiciel de communication sans fil fondée à San Jose, en Californie, dans la Silicon Valley, cofondée en 1992 par Martin Cooper, l'un des pionniers de l'industrie du sans-fil. La société est entièrement détenue par Ygomi LLC. Le siège actuel est à Buffalo Grove, dans l'Illinois.
ArrayComm vend la Couche Physique (PHY) pour la 4G sans fil, et le logiciel de traitement du signal pour les systèmes multi-antennes pour des composants spécifiques de la 4G PHYs l'aide d'Antennes Intelligentes et des techniques MIMO. Leurs brevets et licences forment une autre source de leurs revenus. Leurs solutions matérielles ont eu leurs plus grands succès commerciaux en Australie et en Afrique du Sud sous la marque  iBurst qui continue d'être détenue par Kyocera. ArrayComm a également obtenu des succès importants en Asie par la vente de logiciel pour station de base  PHS.

## Présidents
| Nom                 | Position  | Servi             |
| ------------------- | --------- | ----------------- |
| Paul Barnard        | président | 09/2011–Présent   |
| Bruce Duysen        | président | 09/2008 - 09/2011 |
| Stephen Sifferman   | président | 03/2005 - 09/2008 |
| Clarence "Sam" Endy | Direction | 02/2002 - 03/2005 |
| Martin Cooper       | Direction | 04/1992 - 02/2002 |
| Karl Martersteck    | président | 04/1995 - 06/1997 |